# 蘇峻之亂
蘇峻之亂，又稱蘇峻、祖約之亂，是東晉年間發生的一場動亂，爆發於咸和二年（327年），由歷陽內史蘇峻發起，聯結鎮西將軍祖約以討伐庾亮為名起兵進攻建康。於次年攻破建康執掌朝政，庾亮則與江州刺史溫嶠推舉征西大將軍陶侃為盟主，建立討伐軍反抗蘇峻，同時三吳地區亦有義兵起兵。亂事於咸和四年（329年）隨蘇峻於前一年戰死和餘眾陸續被消滅而結束。

## 背景
在王敦之亂中，蘇峻在太寧二年（324年）王敦進攻建康時曾出兵幫助朝廷軍抗擊王敦。故此戰後因功升任使持節、冠軍將軍、歷陽內史、加散騎常侍，並封邵陵公。蘇峻因有功於國，漸漸擁有很高威望，而且有精兵萬人，武器亦精良，是江北一支強大的軍事力量。但蘇峻卻因而驕縱，更加收納亡命之徒和隱匿逃亡的罪犯。其中於咸和元年（326年）時，中書令庾亮誅除了意圖作亂的南頓王司馬宗，其黨羽卞咸的哥哥卞闡逃亡到蘇峻處，庾亮雖然命蘇峻送還卞闡，但蘇峻竟沒有聽命。庾亮因而認定蘇峻必為禍患，終會叛亂。
另一方面，祖約亦曾參與討伐王敦，並鎮守壽春，防衛北方。但祖約因為認為自己名氣和資歷都不在郗鑒和卞壼之下，卻未能成為明帝所命的輔政大臣而一直耿耿於懷，更認為是庾亮篡改遺詔的結果。咸和元年（326年）後趙石聰進攻壽春，祖約多次向朝廷求援但都不獲派兵支援；及後石聰被蘇峻所派的韓晃擊退後，朝廷卻在打算修築涂塘作防禦用。祖約因而覺得是朝廷拋棄了他，十分憤恨，更有怨言。

## 經過

### 徵召致叛
咸和二年（327年），為解決蘇峻的隱憂，庾亮決心徵蘇峻入朝，認為即使真的將他逼反，也是小禍；反而數年後才讓他作亂，那蘇峻力量會發展到強得難以壓制。但當時朝中眾人都不同意庾亮，光祿大夫卞壼反對聲音最強，認為不能操之過急。與庾亮關係良好的溫嶠亦多次寫信勸止庾亮，但庾亮都不聽。蘇峻聽聞庾亮的打算，於是派司馬何仍向庾亮轉述自己不願入朝任職的意願，但庾亮拒絕，更命監淮北軍事的郭默為後將軍、領屯騎校尉；弟弟庾冰為吳國內史，用以防備蘇峻。
隨後朝廷便下詔要召蘇峻為大司農，加散騎常侍，位特進。並將兵眾交給其弟蘇逸統領。蘇峻及後上表要求讓他改鎮青州一荒郡，但庾亮不准。蘇峻知道不能改變，但擔心庾亮這次其實是要加害他，在赴召的猶豫間，參軍任讓建議蘇峻起兵。同時阜陵縣令匡術亦勸蘇峻起兵，蘇峻於是不應命。
蘇峻亦知祖約怨恨朝廷，於是派參軍徐會去推崇祖約，並請他與他聯手討伐庾亮。祖約知道後十分高興，譙國內史桓宣知道勸阻，但祖約不聽，及後便派侄兒祖渙和女婿許柳與蘇峻會合，正式起兵。

### 朝廷抵抗
溫嶠知道蘇峻不應命後，便立即打算率兵入衛建康，同時三吳亦有義兵；但庾亮都不許，更答覆溫嶠不要赴京。後任命卞壼為尚書令、領右衛將軍，會稽內史王舒行揚州刺史事，吳興太守虞潭督三吳等諸郡軍事；以防備蘇峻。尚書左僕射孔坦和司徒司馬陶回向司徒王導建策，建議在蘇峻未來到以前阻截阜陵並守當利口，令蘇峻軍不能渡江，並可借朝廷兵多而一戰決勝。又言即使蘇峻不進攻，守軍亦能進逼歷陽，但一旦蘇峻先到，人心就會驚慌，難以與蘇峻抗衡，請求把握時機。王導雖然同意，但決策的庾亮不接納。不久蘇峻將領韓晃和張健攻陷姑孰並奪取當地鹽米，庾亮才後悔。
隨蘇峻軍逼近，京師戒嚴，庾亮假節都督征討諸軍事，庾亮弟庾翼白衣領數百人守石頭城，又命左衛將軍趙胤為歷陽太守，又命左將軍司馬流守慈湖，用以對抗。另一方面宣城內史桓彝亦領兵反抗蘇峻，在蕪湖擊敗蘇峻別軍並進據蕪湖。徐州刺史郗鑒亦打算領兵南歸保衛建康，但庾亮以防備北方為由不允許。
溫嶠於次年進屯尋陽，但司馬流在慈湖被韓晃擊敗被殺，桓彝隨後亦於蕪湖被韓晃擊敗，退守廣德。蘇峻則進一步逼近建康，抵禦的軍隊多次都戰敗。咸和三年（328年）二月，蘇峻即將到蔣陵覆舟山，陶回預料蘇峻將繞過重兵駐守的石頭城，於是向庾亮建議派伏兵在小丹楊南道伏擊蘇峻軍，但庾亮不聽從。及後蘇峻果然繞經小丹楊南道進攻，更在其間迷路，靠一個當地人作嚮導才得以繼續前進，期間軍隊無陣形可言。庾亮知道後又後悔。
卞壼隨後加都亮大桁東諸軍事，與侍中鍾雅領郭默和趙胤等與蘇峻在西陵大戰，但卞壼大敗。後蘇峻攻青溪，卞壼再率軍拒擊，但不能抵抗，卞壼力戰而死。守雲龍門的丹楊尹羊曼後與黃門侍郎周導和廬江太守陶瞻抵抗蘇峻，但都戰死。庾亮則領兵在宣陽門準備抵抗，但士卒尚未成陣就已棄甲逃走，庾亮不能戰鬥，唯有與三位弟弟和其他兵眾出奔溫嶠駐守的尋陽。

### 蘇峻入臺
蘇峻因庾亮失敗而成功攻入建康，王導與光祿大夫陸曄、荀崧等官員都在正殿守護晉成帝，令攻進來的蘇峻不敢上殿。但蘇峻都在後宮搶掠，表現殘酷而極為凶暴，又驅役百官，要他們負擔登蔣山，亦裸剝士女，令他們被逼以草蓆或泥土蔽體，哀號之聲震動全城。另盡掠庫存的二十萬匹布，五十斤金銀，億萬錢和數萬匹絹布。庾太后因此忧愤而死。
随后，蘇峻自任為驃騎將軍、錄尚書事，祖約為侍中、太尉、尚書令，許柳為丹楊尹，馬雄為左衛將軍，祖渙為驍騎將軍。前一年被免職和降爵為弋陽王的司馬羕向蘇峻稱述其功，令蘇峻讓他官復原職，並恢復西陽王爵。同時亦派兵攻吳國，吳國內史庾冰失利，逃亡會稽。蘇峻於是派侍中蔡謨上任吳國內史。

### 討伐軍起
庾亮到尋陽後，宣太后詔，命溫嶠為驃騎將軍、開府儀同三司，加郗鑒司空。溫嶠以蘇峻未平而不接受，同時打算起兵討伐蘇峻，又分兵給庾亮。庾亮和溫嶠本來互推為盟主而大家都推讓不受，後因溫充推薦征西大將軍陶侃而決定二人共推之，並派督護王愆期到荊州通知陶侃。起初陶侃因自己沒有被任命為輔政大臣的憤怨而拒絕，後雖在溫嶠多番勸請下答應，並宣布蘇峻和祖約的罪狀以及派龔登領兵與溫嶠會合，但不久即追還龔登並反悔。溫嶠唯有再度寫信遊說並以其子陶瞻之死刺激陶侃，最終才令陶侃感悟，自領兵溫嶠會合。而徐州刺史郗鑒所在的廣陵糧少城孤，鄰近北方外族政權，故此士民都無堅定守戍的意志。但郗鑒收到升任司空的詔書後即流涕誓師，要起兵討伐蘇峻，將士都爭相要求參與。
陶侃到尋陽後，眾人都稱陶侃要殺庾亮以謝天下，庾亮感到害怕於是前去見侃並引咎自責，表現最終令陶侃釋懷，反更欣賞庾亮，討伐軍於是齊心要進攻建康，平滅蘇峻，西軍遂起兵。同時王導以太后密令要三吳吏士起義兵援救建康，會稽內史王舒於是命早前逃亡到當地的庾冰行奮武將軍，領兵一渡浙江，吳興太守虞潭、吳國內史蔡謨和前義興太守顧眾都舉兵嚮應。至此三吳的東軍亦起兵。

### 兩軍對抗
咸和三年（328年）五月，蘇峻知道陶侃領導的西軍起兵後，聽從參軍賈寧的計謀，由姑孰退守石頭城，分兵對抗西軍各部。而東軍則派管商、張健和弘徽等拒戰，與虞潭互有勝負，相持不下。同年五月乙未，蘇峻亦逼成帝遷到石頭城。毛寶及後領兵襲擊迎納蘇峻米糧的祖約司馬桓撫，奪取全部米糧，令祖約更加缺糧。郗鑒隨後率眾渡江與陶侃在茄子浦會合。及後就與陶侃以水軍直指石頭城。蘇峻當時見在查浦的陶侃軍和沙門浦的溫嶠軍兵士眾多，顯得畏懼。
但另一方面，在廣德的桓彝顯得孤立無援，周邊郡縣都向蘇峻投降，但桓彝堅決不降，後被韓晃擊敗並圍困，最終城陷被俘殺。
東軍方面，蘇峻初曾赦庾亮諸弟以取悅眾心，但仍派張健、管商、弘徽等人進攻。起初雖有小勝，但後來庾冰與顧颺皆被張健擊敗，令吳郡郡城被張健所掠。顧眾與虞潭後亦被管商擊敗，分守吳興及柴辟。後虞潭再於吳興戰敗，吳興郡的東遷、餘杭和武康都因其軍敗退而被蘇峻軍搶掠。虞潭派往吳縣的督護沈伊亦敗於管商。抵抗形勢很不明朗。
而一眾西路討伐軍逼近石頭城時就打算作一次決定性戰役，但陶侃認為蘇峻兵強難以爭鋒，打算行持久戰並以智謀擊敗他。後因多次交戰都無大成果，更築白石壘固守，由庾亮領二千守軍據守。不久蘇峻以萬人來攻，但都不能攻破。陶侃於是命郗鑒和郭默還駐京口，建大業、曲阿和庱亭三壘分散蘇峻軍力。祖約則派遺祖渙和桓撫攻打在馬頭山的桓宣，毛寶領兵救援並成功擊敗對手，令桓宣解困並投歸溫嶠。及後毛寶又於東關與祖約作戰，攻破合肥戍。
此時，祖約諸將暗中勾結後趙，作為內應。後趙於是派石聰和石堪渡過淮河進攻祖約守的壽春。祖約被後趙軍擊敗，逃奔歷陽，而趙軍則虜脅壽春二萬多戶人北歸。蘇峻心腹路永、匡術和賈寧知道祖約兵敗後都感到害怕，於是勸蘇峻盡誅大臣，改立心腹。但蘇峻敬重王導，不肯接受。路永等因而對蘇峻離心，反令王導有機可乘，派參軍袁耽誘使路永歸順。王導及後試圖救出成帝投奔義軍，但因守備森嚴而失敗，王導於是帶二子與路永逃到白石壘。
討伐軍與蘇峻軍相持不下，而蘇峻分遣諸將四出攻掠，令群情恐懼。但溫嶠始終無法擊潰蘇峻軍，反倒兵糧食盡，唯有向陶侃借糧。但此舉令陶侃十分不滿，更聲言要退回荊州。溫嶠便以漢光武帝在昆陽之戰和曹操於官渡之戰中以寡敵眾作例子，認為都是因義而勝。又說蘇峻因小勝而驕，一次挑戰就可一鼓而擒之。又稱如今猶如騎虎，不能中途下來，若陶侃逆眾意返回荊州，人們會失望喪氣，以至兵敗，那不義之名就會在陶侃身上。後毛寶亦勸陶侃留下，更以奪敵糧為約，若失敗陶侃才走。陶侃於是分糧給溫嶠。毛寶最終成功燒毀蘇峻在句容和湖孰的積糧，令蘇峻軍缺糧，亦解決了陶侃離開的危機。
不久，蘇峻派韓晃和張健攻郭默守的大業壘，當時大業壘正缺水，人都被逼飲用糞水。面對如此困境，郭默畏懼而偷偷出走，只留兵守衛。在京口的郗鑒軍聽聞作為京口屏障的大業壘被攻打都很驚慌，郗鑒則力排退守廣陵的意見。同時陶侃正打算營救大業壘，但長史殷羨認為陶侃的水軍不孰悉步戰，一旦營救失敗就會令討伐軍陷於劣勢，反建議陶侃直接攻擊石頭城，讓韓晃等自動退還以援救石頭城。陶侃聽從，于九月廿五·庚午（328年11月13日）率水軍向石頭進攻，庾亮、溫嶠和趙胤亦領一萬步兵由白石南上，向蘇峻軍挑戰。蘇峻領八千人抵抗，又派兒子蘇碩和匡孝進逼趙胤並擊敗他。蘇峻勞軍後在醉意間見趙胤撤走，說：「孝能破賊，我更不如邪！」於是留下部眾，自領數騎向北突圍，但不成功。在回白木陂途中馬匹停滯前，被陶侃部將彭世和李千等以矛投擲，於是墜馬被殺。蘇峻死後討伐軍軍心大振，而蘇峻軍潰散，任讓於是立蘇逸為主，閉城自守。韓晃則取石頭，管商和弘徽攻庱亭壘，但被擊敗，管商向庾亮投降。
溫嶠於蘇峻死後設立行臺，命全國二千石以下故吏到臺。

### 強弩之末
咸和四年（329年）正月，陸曄和尚書左僕射陸玩游說匡術以苑城歸附，匡術答應，附侃於是命毛寶和鄧岳守城。而右衛將軍劉超和侍中鍾雅則與建康令管斾等密謀帶晉成帝投奔西軍，但計謀敗露，蘇逸於是派任讓領兵入宮收捕劉超和鍾雅。此時成帝抱著二人哭著說：「還我侍中、右衛！」但任讓還是帶走並殺害二人。
趙胤在另一方面派甘苗攻擊在歷陽的祖約，祖約於是乘夜帶左右數百人北逃到後趙，而牽騰及後便開城門投降。
二月，討伐軍進攻石頭城，建成長史滕含大敗蘇逸，蘇碩則領數百驍勇渡過秦淮河與討伐軍作戰，但被溫嶠所殺。韓晃等打算投奔曲阿的張健，但因門狹而令人們不能衝出，更加變成人踏人，死者上萬計。蘇逸在戰後領一萬多人經延陵湖入吳興，在溧陽被王允之擊敗被捕，後被殺。滕含部將曹據在攻破石頭城後抱成帝上溫嶠的船，讓群臣朝見。同時殺投靠蘇峻的西陽王司馬羕、彭城王司馬雄等人，亦殺任讓。
在曲阿的張健疑弘徽有貮心，將他殺死，自己亦帶領水軍到吳興，並與王允之交戰，被擊破。張健隨後與韓晃、馬雄等向故鄣前進，郗鑒於是派參軍李閎追擊，兩軍在平陵山相遇，李閎擊敗並斬殺眾人。蘇峻之亂至此正式完結。　

## 影響
- 蘇峻及其黨眾在攻陷建康後大肆破壞宮殿，至宮闕毀壞，亂事結束後以建平園為宮，且物價飛漲[8]。於是引起遷都的爭議，如溫嶠請求遷都豫章，三吳豪族則請遷會稽。最終由王導以「建康王者之宅」和「宜鎮之以靜，群情自安」決定不遷都，轉而重建建康秩序和安定大亂過後的國家。
- 庾亮因執意徵召蘇峻而導致叛亂發生，在平定後引咎自願出鎮，而王導則留在朝中輔政。王、庾兩大士族的矛盾因而增加，庾亮及後更曾打算起兵廢掉王導，只因郗鑒反對而免卻了一場士族鬥爭而生的動亂。